# Animal Nitrate
Singles de Suede
Metal Mickey
(1992) So Young
(1993)
Pistes de Suede
So Young She's Not Dead
Animal Nitrate est une chanson du groupe de britpop anglais Suede. Figurant sur le troisième single du groupe, la chanson est également incluse dans leur premier album, Suede, sorti sur Nude Records en 1993. Son classement à la septième position dans les charts britanniques en fait la chanson la plus populaire de l'album. Le clip relatif à la chanson, réalisé par Pedro Romhanyi, parce qu'il contient une scène dans laquelle deux hommes s'embrassent, a été à sa sortie interdit et a provoqué une polémique.
Le titre de la chanson est une référence à l'inhalation de nitrite d'amyle, un médicament qui fait également office de drogue festive. Dans une chronique de l'album de Chris Jones pour la BBC, celui-ci affirmait que « Malgré son titre en jeu de mots, le cynisme de la chanson résume parfaitement ce que c'était que d'être jeune et drogué dans la capitale nationale à l'époque ».
Selon la biographie du groupe Love and Poison, la mélodie jouée par la guitare principale s'inspire de l'introduction musicale du générique de la populaire série télévisuelle de la BBC Dixon of Dock Green.
En mars 2005, le magazine Q plaçait Animal Nitrate à la 97e position dans sa liste des « 100 Greatest Guitar Tracks ».
En mai 2007, le NME plaçait la chanson en 43e place dans sa liste des « 50 Greatest Indie Anthems Ever ».

## Liste des chansons sur les différentes versions
Les chansons sont écrites par Brett Anderson et Bernard Butler.
CD
1. Animal Nitrate
2. Painted People
3. The Big Time

12"
1. Animal Nitrate
2. Painted People
3. The Big Time

7"
1. Animal Nitrate
2. The Big Time